# A Géniusz epizódjainak listája
Ez a cikk a Géniusz című sorozat epizódjait tartalmazza.

## Évados áttekintés
| Évad | Évad | Epizódok | Eredeti sugárzás  | Eredeti sugárzás  | Eredeti adó                 | Magyar sugárzás   | Magyar sugárzás   | Magyar adó                  |
| Évad | Évad | Epizódok | Évadpremier       | Évadfinálé        | Eredeti adó                 | Évadpremier       | Évadfinálé        | Magyar adó                  |
| ---- | ---- | -------- | ----------------- | ----------------- | --------------------------- | ----------------- | ----------------- | --------------------------- |
|      | 1    | 10       | 2017. április 23. | 2017. június 20.  | National Geographic Channel | 2017. április 24. | 2017. június 21.  | National Geographic Channel |
|      | 2    | 10       | 2018. április 22. | 2018. június 19.  | National Geographic Channel | 2018. április 22. | 2018. június 19.  | National Geographic Channel |
|      | 3    | 8        | 2021. március 21. | 2021. március 24. | National Geographic Channel | N/A               | N/A               | N/A                         |
|      | 4    | 8        | 2024. február 1.  | 2024. február 22. | National Geographic Channel | 2024. február 3.  | 2024. február 24. | National Geographic Channel |

## 1. évad: Einstein (2017)
| Sor. | Év. | Cím                               | Rendező      | Író                                                    | Premier                             | Nézettség   |
| ---- | --- | --------------------------------- | ------------ | ------------------------------------------------------ | ----------------------------------- | ----------- |
| 1.   | 1.  | Első fejezet (Chapter One)        | Ron Howard   | Történet: Noah Pink és Ken Biller Tévéjáték: Noah Pink | 2017. április 23. 2017. április 24. | 1,38 millió |
| 2.   | 2.  | Második fejezet (Chapter Two)     | Minkie Spiro | Angelina Burnett                                       | 2017. május 2. 2017. május 3.       | 1,05 millió |
| 3.   | 3.  | Harmadik fejezet (Chapter Three)  | Minkie Spiro | Mark Lafferty                                          | 2017. május 9. 2017. május 10.      | 1,02 millió |
| 4.   | 4.  | Negyedik fejezet (Chapter Four)   | Kevin Hooks  | Noah Pink                                              | 2017. május 16. 2017. május 17.     | 0,93 millió |
| 5.   | 5.  | Ötödik fejezet (Chapter Five)     | Kevin Hooks  | Raf Green                                              | 2017. május 23. 2017. május 24.     | 0,94 millió |
| 6.   | 6.  | Hatodik fejezet (Chapter Six)     | James Hawes  | Brian Peterson                                         | 2017. május 30. 2017. május 31.     | 1,02 millió |
| 7.   | 7.  | Hetedik fejezet (Chapter Seven)   | James Hawes  | Kelly Souders                                          | 2017. június 6. 2017. június 7.     | 1,06 millió |
| 8.   | 8.  | Nyolcadik fejezet (Chapter Eight) | Ken Biller   | Angelina Burnett és Francesca Butler                   | 2017. június 13. 2017. június 14.   | 1,05 millió |
| 9.   | 9.  | Kilencedik fejezet (Chapter Nine) | Ken Biller   | Ken Biller és Raf Green                                | 2017. június 20. 2017. június 21.   | 1,04 millió |
| 10.  | 10. | Tizedik fejezet (Chapter Ten)     | Ken Biller   | Mark Lafferty                                          | 2017. június 20. 2017. június 21.   | 1,04 millió |

## 2. évad: Picasso (2018)
| Sor. | Év. | Cím                               | Rendező        | Író                               | Premier           | Nézettség   |
| ---- | --- | --------------------------------- | -------------- | --------------------------------- | ----------------- | ----------- |
| 11.  | 1.  | Első fejezet (Chapter One)        | Ken Biller     | Ken Biller                        | 2018. április 22. | 0,72 millió |
| 12.  | 2.  | Második fejezet (Chapter Two)     | Ken Biller     | Ken Biller                        | 2018. április 22. | 0,52 millió |
| 13.  | 3.  | Harmadik fejezet (Chapter Three)  | Kevin Hooks    | Brian Peterson és Kelly Souders   | 2018. május 1.    | 0,26 millió |
| 14.  | 4.  | Negyedik fejezet (Chapter Four)   | Kevin Hooks    | Raf Green                         | 2018. május 8.    | 0,35 millió |
| 15.  | 5.  | Ötödik fejezet (Chapter Five)     | Laura Belsey   | Noah Pink                         | 2018. május 15.   | 0,33 millió |
| 16.  | 6.  | Hatodik fejezet (Chapter Six)     | Laura Belsey   | Matthew Newman                    | 2018. május 22.   | 0,33 millió |
| 17.  | 7.  | Hetedik fejezet (Chapter Seven)   | Greg Yaitanes  | Wendy Riss                        | 2018. május 29.   | 0,26 millió |
| 18.  | 8.  | Nyolcadik fejezet (Chapter Eight) | Greg Yaitanes  | Stephanie K. Smith                | 2018. június 5.   | 0,27 millió |
| 19.  | 9.  | Kilencedik fejezet (Chapter Nine) | Mathias Herndl | Raf Green és Ali Gordon-Goldstein | 2018. június 12.  | 0,27 millió |
| 20.  | 10. | Tizedik fejezet (Chapter Ten)     | Mathias Herndl | Matthew Newman és Noah Pink       | 2018. június 19.  | 0,34 millió |

## 3. évad: Aretha (2021)
| Sor. | Év. | Cím                              | Rendező           | Író                                                                              | Premier           | Nézettség   |
| ---- | --- | -------------------------------- | ----------------- | -------------------------------------------------------------------------------- | ----------------- | ----------- |
| 21.  | 1.  | Respect                          | Anthony Hemingway | Suzan-Lori Parks                                                                 | 2021. március 21. | 1,38 millió |
| 22.  | 2.  | Until The Real Thing Comes Along | Neema Barnette    | Történet: Suzan-Lori Parks és Diana Son Tévéjáték: Diana Son                     | 2021. március 21. | 1,37 millió |
| 23.  | 3.  | Do Right Woman                   | Neema Barnette    | Nathan Louis Jackson, Suzan-Lori Parks és Diana Son                              | 2021. március 22. | 1,04 millió |
| 24.  | 4.  | Unforgettable                    | Bille Woodruff    | Történet: Gwendolyn M. Parker és Suzan-Lori Parks Tévéjáték: Gwendolyn M. Parker | 2021. március 22. | 1,07 millió |
| 25.  | 5.  | Young, Gifted and Black          | Anthony Hemingway | Suzan-Lori Parks                                                                 | 2021. március 23. | 0,98 millió |
| 26.  | 6.  | Amazing Grace                    | Anthony Hemingway | Becky Mode                                                                       | 2021. március 23. | 1,03 millió |
| 27.  | 7.  | Chain of Fools                   | Anthony Hemingway | Suzan-Lori Parks                                                                 | 2021. március 24. | 0,93 millió |
| 28.  | 8.  | No One Sleeps                    | Anthony Hemingway | Suzan-Lori Parks                                                                 | 2021. március 24. | 1,03 millió |

## 4. évad: MLK/X (2024)
| Sor. | Év. | Cím                                          | Rendező                  | Író                                     | Premier                             |
| ---- | --- | -------------------------------------------- | ------------------------ | --------------------------------------- | ----------------------------------- |
| 29.  | 1.  | Tapasztalatszerzés (Graduation)              | Channing Godfrey Peoples | Jeff Stetson                            | 2024. február 1. 2024. február 3.   |
| 30.  | 2.  | Kik vagyunk (Who We Are)                     | Marta Cunningham         | Raphael Jackson, Jr. és Damione Macedon | 2024. február 1. 2024. február 3.   |
| 31.  | 3.  | Védj meg minket (Protect Us)                 | Marta Cunningham         | Raphael Jackson, Jr. és Damione Macedon | 2024. február 8. 2024. február 10.  |
| 32.  | 4.  | Krízis (Watch the Throne)                    | Crystle Roberson         | Maria Warith-Wade                       | 2024. február 8. 2024. február 10.  |
| 33.  | 5.  | Mátriarkák (Matriarchs)                      | Crystle Roberson         | Sigrid Gilmer                           | 2024. február 15. 2024. február 17. |
| 34.  | 6.  | Az amerikai ígéret (The American Promise)    | Crystle Roberson         | Marta Gene Camps                        | 2024. február 15. 2024. február 17. |
| 35.  | 7.  | A kard és a pajzs (The Sword and the Shield) | Director X               | Quran Squire                            | 2024. február 22. 2024. február 24. |
| 36.  | 8.  | El tudod képzelni (Can You Imagine)          | Director X               | Maria Warith-Wade                       | 2024. február 22. 2024. február 24. |